# Casal del Mar
El Casal del Mar és un monument a la ciutat de Vilanova i la Geltrú (Garraf) protegit com a bé cultural d'interès local. Edifici entre mitgeres, de planta baixa, pis i àtic amb terrassa, elevat respecte al nivell del passeig. La planta baixa presenta tres obertures rectangulars, amb un porxo d'accés a l'esquerra amb cinc esglaons. Al primer pis hi ha tres arcs de mig punt sostinguts per columnes jòniques amb rajola blava al fust. L'àtic actual, originat per la modificació de les primitives golfes, té obertures circulars que alternen amb plafons de rajoles amb temàtica marina. L'edifici està coronat amb una cornisa i un remat mixtilini i la coberta és de teula a dues vessants.
L'any 1922, el sr. Àlvar Miguel, president del gremi de pescadors, va demanar permís a l'ajuntament de Vilanova i la Geltrú per construir un edifici segons plànols de l'arquitecte municipal Josep Maria Miró i Guibernau. El local vell del Pòsit de Pescadors s'havia fet petit i es necessitava un de nou. El govern va fer un préstec de 70.000 pessetes i per a la construcció es van enderrocar dues cases velles. La inauguració del nou Casal es va celebrar el dia de Sant Pere de l'any 1925.
L'any 1949 el mateix arquitecte va dirigir una remodelació i el 1978 l'edifici fou reconstruït. Es respectà la façana original i es reconstruí la resta. El casal és destinat a local social i oficines de l'Institut Social de la Marina.